# Angélica Mayolo Obregón
Pour les articles homonymes, voir Obregón.
Angélica Mayolo Obregón est une femme politique colombienne, avocate de formation, née le 6 janvier 1990 à Buenaventura. Elle est Ministre de la Culture dans le gouvernement d'Iván Duque de 2021 à 2022. 

## Biographie

### Famille et études
Angélica Mayolo Obregón naît le 6 janvier 1990 à Buenaventura (Valle del Cauca) dans une famille afro-colombienne aisée et influente de cette ville. Son père, Antonio Mayolo, est fondateur et recteur du plus grand collège de la ville, le Gimnasio Buenaventura. Sa mère, Merlyn Obregón, est quant à elle une bactériologiste en charge d'un laboratoire clinique.
À partir de 2006, Angélica Mayolo Obregón part étudier le droit à l'université Javeriana de Cali, puis à l'université de Californie à Los Angeles (États-Unis) où elle obtient un master en droit international. 
Elle commence à s'intéresser à la politique pendant l'élection présidentielle de 2010, soutenant la candidature d'Antanas Mockus du Parti vert, afin de signifier son opposition à la classe politique de sa ville d'origine, Buenaventura, qu'elle considère « mafieuse ».

### Carrière dans l'administration
En 2012, Angélica Mayolo Obregón rejoint le Conseil pour la compétitivité du président Juan Manuel Santos, où elle met au point des programmes de financement pour le port de Buenaventura en collaboration avec la BID et le Ministre du Commerce, Sergio Díaz-Granados.
Elle rejoint en 2014 l'équipe de Luis Gilberto Murillo (ancien gouverneur de Chocó) pour travailler sur le plan Todos Somos PAZcífico, destiné à faciliter le développement économique du littoral de 4 départements, dont le Valle del Cauca. Elle y noue des partenariats avec le secteur privé dans le domaine du transport, de l'eau, de l'assainissement et des NTIC, notamment à Buenaventura et à Cali. Ce travail lui vaut d'être incluse dans la liste des « 30 jeunes de moins de 30 ans qui font changer la Colombie » du magazine Semana en 2014.
En 2016, lorsque Murillo est nommé Ministre de l'Environnement, Angélica Mayolo Obregón le rejoint. Elle devient directrice de la coopération internationale au sein du ministère, négociant des financements avec des pays comme les États-Unis, la Norvège, le Royaume-Uni ou l'Indonésie. 
En 2018, elle collabore avec l'homme politique et homme d'affaires Alejandro Eder (es) dans le cadre de son projet Propacífico, afin de négocier avec des grévistes s'opposant à la refonte économique du port de Buenaventura. 
En novembre 2018, le maire de Cali, Maurice Armitage (es), la nomme secrétaire au développement économique de la ville. Elle y implémente un plan de 10 ans pour développer les entreprises et attirer des investisseurs, avec un focus sur l'environnement et la culture. Elle encourage également le bilinguisme dans les entreprises en partenariat avec la Chambre de commerce colombo-américaine et crée des programmes pour soutenir la communauté afro-colombienne. Son travail dans la ville de Cali lui vaut de faire partie des 11 jeunes Colombiens invités à rencontrer l'ancien président américain Barack Obama à Bogota en mai 2019,. 
En 2020, elle revient dans sa ville d'origine, Buenaventura, où elle est élue présidente exécutive de la Chambre de commerce, à la suite d'une élection controversée. À ce poste, elle promeut des projets en partenariat avec la Banque interaméricaine de développement et l'USAID. Elle y critique aussi vivement l'inaction du gouvernement face à l'insécurité et aux problèmes économiques de Buenaventura.

### Ministre de la Culture
Le 21 mai 2021, Angélica Mayolo Obregón est nommée au poste de ministre de la Culture sous la présidence d'Iván Duque, en remplacement de Felipe Buitrago (es). Elle quitte le gouvernement le 7 août 2022, à la fin du mandat du président Duque.
Par la suite, elle rejoint fin 2022 le Massachusetts Institute of Technology (MIT), où elle travaille au sein du programme Natural Climate Solutions, consacré aux questions environnementales.